# Уграшравас
Уграшра́вас, также Су́та, Су́та Госва́ми, — риши, персонаж "Махабхараты" и других текстов, рассказчик, поведавший несколько Пуран («Бхагавата-пурану» «Харивамшу», «Падма-пурану»), и «Махабхарату» мудрецам, собравшимся в лесу Наймиша. 
«Махабхарата» по форме редставляет собой диалог между Уграшравасом (выступающим в качестве рассказчика) и риши Шаунакой (слушателем). 
Уграшравас был сыном Ломахаршаны (или Ромахаршаны), и учеником составителя ведийской литературы Вьясы. Уграшравас принадлежал к касте сута — касте бардов пуранической литературы.
Сута Госвами из Бхагавата-пураны подобен Санджае из Бхагавад-гиты: Санджая рассказывал о беседе между Кришной и Арджуной царю Дхритараштре, и точно так же Сута рассказывал о событиях Бхагаватам — мудрецам в лесу Наймишаранья (во 
главе с Шаунакой): как Вьяса получил даршан Нарады, и вдохновленный составил Бхагавата-пурану, и передал её (Шукадеве), а тот — радже Парикшиту.